# نیاسر
نیاسَر یکی از شهرهای باستانی شهرستان کاشان در استان اصفهان ایران است.

## ریشه نام
بنا بر آنچه مجله دریای پارس نوشته‌است نیاسر واژه‌ای است از فارسی کهن و به معنی سایه و سرما معنی می‌دهد و متضاد آفتاب و گرما است بعضی آن را به معنی ایستاده هم‌معنی کرده‌اند،نیاسر به عنوان دری در دل کویر شناخته میشود آب وهوای بسیار خوبی دارد

## جمعیت
جمعیت آن در سال ۱۳۹۵برابر با ۳۰۰۰نفر برآورد شده‌است.

## آثار باستانی و طبیعی نیاسر
نیاسر روستایی باستانی بوده‌است که در آثار جغرافیایی سده‌های ششم و هفتم از آن یاد شده‌است. آثار باستانی و طبیعی موجود نیاسر عبارت است از: چهارتاقی نیاسر، آبشار، کاخ صفوی تالار که بر روی آتشکده ساسانی ساخته شده، گرمابه صفوی، برج دیدبانی، پناهگاه زیرزمینی معروف به غار رئیس، چنارهای کهنسال و چشمه و نیایشگاه مجاور آن که اکنون تبدیل به مسجد شده‌است.

## آثار تاریخی
مهم‌ترین اثر باستانی نیاسر، بنای تقویمی چهارتاقی نیاسر است. آبشار نیاسر نیز از جمله زیباترین آبشارهای ایران است که محیطی سرسبز و مصفا را در محله سر کمر شهر نیاسر ایجاد کرده‌است و همچنین مراسم گلاب‌گیری نیز که همه ساله در اردیبهشت ماه در نیاسر برگزار می‌گردد گردشگران بسیاری را در به این شهر تاریخی جذب می‌نماید.
آثار تاریخی و طبیعی نیاسر
غار تاریخی رئیس و لایه کهن زیرین آن، چهار طاقی (آتشکده) ساسانی، بافت تاریخی با بناهای عمومی و مسکونی متعدد و گوناگون، باغهای گسترده، گلستانهای زیبا و قرارگیری در دامنه کوه به همراه چشمه اسکندریه و آبشار معروف نیاسر و باغ و کوشک تالار، این شهر را به یکی از شهرهای تاریخی و گردشگری کشور تبدیل نموده‌است. این شهر همه ساله و به خصوص در ایام گلابگیری پذیرای گردشگران و تورهای گردشگری از اقصی نقاط کشور است.

## آتشکده نیاسر
چهارتاقی نیاسر که به آتشکده ساسانی نیاسر نیز معروف می‌باشد، یک ساختمان گنبدی شکل است که آن را متعلق به اواخر دوران اشکانی یا اوایل دوران ساسانی می‌دانند و بالاتر از چشمه اسکندریه قرار دارد. چار تاقی بر روی صخره‌ای قرار گرفته‌است و مشرف به بخش «تالار» روستا می‌باشد، از دور خود نمایی می‌کند. این بنایی است که معتقدند به دستور اردشیر بابکان، مؤسس سلسله ساسانیان ساخته شده‌است. آتشکده بنایی ۱۴×۱۴ متر می‌باشد که به صورت اتاقی به همراه یک گنبد می‌باشد. در چهار طرف اتاق دیواری وجود ندارد.
چهار طاقی از سنگهایی که با گچ کنار یکدیگر قرار داده شده‌اند ساخته شده‌است. سنگ‌های به کار رفته در قسمت‌های پایینی بنا به شکل طبیعی و عادی و سنگهای بکار رفته در قوسها و در قسمت‌های فوقانی مربعی شکل و مانند آجرهای بزرگی هستند. قسمت‌های تحتانی بنا در سالهای اخیر با گچ پوشیده شده‌است. احتمالاً درگذشته تمامی دیوارهای اطراف آتشکده با کنده کاری‌های گچی تزیین شده بودند.

## چشمه و آبشار نیاسر
چند متر پایین‌تر از چهار طاقی نیاسر، چشمه آب تمیز و خنکی جریان می‌یابد و به روستا می‌رود، این چشمه که چشمه اسکندر نام دارد، از قدیمی‌ترین چشمه‌های شناخته شده‌است که ۱۶۸۰ متر بالای سطح دریا می‌باشد. آبی که از آبشار پایین می‌ریزد در فصل پاییز کمترین و در فصل زمستان بیشترین مقدار را داراست. آبهای روان از کنار آتشکده‌های زیاد دیگری نیز جریان می‌یابد که این می‌تواند علامت پرستش آناهیتا، الهه باروری و مرتبط با آب باشد. در ادامه چشمه آبشار اسکندر وجود دارد و در قسمت پایین آبشار، دو تا سنگ آسیاب وجود دارد.
آبشار نیاسر در ابتدای مجموعه تاریخی شهر قرار دارد و دامنه‌های آن از گیاهان سرسبز و زیبایی پوشیده شده‌است که به دلیل پدیده‌های انحلال سنگ آهک توسط جریانهای زیرزمینی و گذشت سالیان دراز بافت بسیار زیبا و چشم نوازی مانند استالاکتیت‌ها و استالاکمیت‌ها در بدنه آبشار به وجود آمده‌است.
آبشار نیاسر از چشمه تالار (اسکندریه) واقع در کنار چارتاقی سرچشمه می‌گیرد به گونه‌ای که دو سوم آب چشمه به سمت آبشار و از آنجا به دشتهای نیاسر و یک سوم آن به محلهٔ نو می‌رود. از جمله جاذبه‌های دیگر کنار آبشار عکس با لباس‌های قدیمی و سنتی این محل می‌باشد که توسط بانوان خوش ذوقی انجام گرفته‌است و می‌توان دقایقی را با پوشیدن این لباس‌ها در زمان قدیم سپری کرد.

## غار نیاسر
غار نیاسر از یکی از غارهای غیرطبیعی است که حاصل حفر بشر می‌باشد که به منظور اهداف مذهبی و انجام مراسم عبادی خاص ساخته شده‌است. و این غار شامل مجموعه‌ای از تونلها و راهروهای تنگ و طولانی و اتاقها، اتاقکها و چاه‌های متعدد است. دسترسی به عمق این چاه‌ها بدون استفاده از وسایل پیشرفته امروز ممکن نیست، غار نیاسر به «سوراخ ویس» یا «غایر ویس» یا «غار رئیس» شهرت دارد و قرنها ناشناخته مانده بود، چنان‌که در آثار تاریخی و نوشته‌های تحقیقی نیز نامی از آن نیست — در حالی که آثار تاریخی دیگر این منطقه، همچون آتشکده نیاسر که در زمان اردشیر بابکان ساخته شد، کاملاً شناخته شده‌اند.
غار نیاسر سه طبقه دارد و از دو کانال تشکیل شده، کانالی تقریباً حلقوی و کانالی در کنار آن به‌صورت تقریباً افقی. طول دالانها و اتاقهای این مجموعه پیچیده به دو هزار و پانصد متر می‌رسد، در حالی که عرض آن بسیار کم و حدود یک متر است؛ مقطع تونلها اکثراً کمتر از یک متر مربع است. غار حلقوی دو مدخل و غار افقی چهار مدخل دارد.
غار حلقوی متشکل است از هفت اتاق که در دل کوه به نحوی استادانه کنده شده‌اند و از طریق چاه‌ها و دالانهای زیرزمینی به طبقات زیرین مرتبط می‌شوند. دهانه‌های این تونل در ارتفاع هزار و هفتاد و نه و هزار و هشتاد یک متری از سطح زمین قرار دارند.
بیشتر دالان‌های غار دارای ارتفاع اندکی هستند و فقط بلندترین ناحیه آن از کف تا سقف حدود ۷/۱ متر است. عمیق‌ترین چاه این غار حدود ۱۰ متر عمق دارد که دیواره‌های آن دارای پاگیرهای مرتبی است و می‌توان با اطمینان از این چاه بالا و پایین رفت. کوتاه‌ترین ناحیه دالان از کف تا سقف آن حدود نیم متر است.

## حمام و آسیاب آبی
حمام تاریخی و آسیاب آبی از دیگر آثار تاریخی این شهر هستند که از نظر کارشناسان و تحقیقات به عمل آمده و نوع معماری به کاررفته در این بنا حکایت از آن دارد که این حمام و آسیاب در دوره صفویه بنا نهاده شده‌است و وجه تسمیه آن نیز به همان دلیل است. نحوه انتقال آب به داخل حمام نیز جالب است و در خور توجه و بدین شکل است که آب از آبشار به وسیله کولهای گلی به داخل هشت گوش زیبایی و از آنجا به داخل حمام هدایت می‌شد و از آنجا به کل حمام انتقال می‌یافت و آب شرب حمام نیز به وسیله کولهای جداگانه بداخل حمام هدایت می‌شده که هنوز آثارش باقی است. سوخت حمام از هیزم بوده‌است و حمام دارای خزان بوده‌است و ورودی هشت ضلع شکل آن به‌وسیلهٔ دالانهایی از بیرون حمام جدا شده‌است؛ و اما آسیاب آبی که به وسیله ابی که از آبشار به پائین ریخته می‌شده به گردش درآمده‌است به این شکل کارمی کند که آب ابتدا در داخل تنوره‌هایی ذخیره و از آنجا به‌وسیلهٔ کول باریکی که از انتهای تنوره با فشار به چرخه آسیاب می‌ریزد و سنگ آسیاب را به گردش درمی‌آورد و گندم و جو را آسیا می‌کند. نوع معماری آسیاب همانند حمام است و باید گفت که این آسیاب تنها آسیاب شهر نبوده و نیست و سایر آسیابها یا از کار افتاده‌است یا تخریب شده‌است و تنها آسیاب فعال شهر همین آسیاب مذکور است.

## باغ تالار و عمارت کوشک
این عمارت و بنای تاریخی که روبه ویرانی بود مرمت شده و آماده بازدید می‌باشد. از دیگر خصوصیات این مکان مشرف بودن آن به تمامی شهر نیاسر و اطراف آن می‌باشد به عبارت دیگر در هر نقطه از نیاسر این امکان قابل رؤیت می‌باشد.
باغ تالار توسط فتحعلی شاه به صبای کاشانی شاعر دربار قاجار بخشیده می‌شود و باغ تالار به دست خاندان صبای کاشانی می‌افتد و از زمان رضا شاه تا اوایل انقلاب اسلامی آخرین مالکان خصوصی باغ تالار و کوشک آن، خاندان ضرابیها بوده‌اند که در سنوات اخیر باغ تالار از ورثه خاندان ضرابی خریداری شد و به صورت یک مکان عمومی درآمد که کوشک واقع شده در آن با توجه به شیوه ساخت و نحوه پوشش دورها دارای قدمت قاجاری است ولی بر روی ویرانه‌های بنای دیگری بنا شده‌است عمارت کوشک باغ تالار به شمارة ۵۸۹۳ و در تاریخ ۲۵/۳/۸۱ ثبت آثار ملی شده‌است.
شهر نیاسر، مرکز بخش نیاسر از توابع شهرستان کاشان و استان اصفهان بوده و در فاصله ۲۴ کیلومتری شمال غربی کاشان قرار دارد. شهر نیاسر از طریق اتوبان در فاصله ۲۴۰ کیلومتری تهران، ۲۶۰ کیلومتری شهرستان اصفهان قرار دارد. هر ساله از اواسط اردیبهشت، نیاسر به یکی از بهشت‌های دیدنی ایران تبدیل می‌شود. نیاسر یکی از مراکز مهم تولید گل محمدی، گلاب و عرقیات گیاهی در کشور است. چنین ویژگی کم‌نظیری به سبب قرارگیری در دامنه کوه‌های کرکس و وجود چشمه پرآب اسکندریه و قنات‌های زیادی است که محدوده‌هایی به وسعت ۸۰۰ هکتار را به زیر کشت برده‌است.
کوشک صفوی نیاسر کاشان (معروف به عمارت ضرابی کاشان، عمارت ضرابی نیاسر و عمارت صبا) بنایی است تاریخی که در میان باغ تالار قرار گرفته است، و به چشمه اسکندریه، آبشار نیاسر و غار رئیس نزدیک است. 

## چشمه اسکندریه
نیاسر شهری قدیمی است که تمام تاریخ و قدمت خود را مدیون چشمه آبی است که به نام چشمه اسکندریه شناخته می‌شود. آبشار نیاسر هم در واقع زاییده همین چشمه است.

## کارگاه‌های گلاب‌گیری سنتی نیاسر
نیاسر دارای کارگاه‌های گلاب‌گیری فراوانی است این کارگاه‌ها عرقیجاتی مثل گلاب، عرق نعنا، عرق کاسنی، عرق شاطره و…

## مراسم‌های آیینی
در نیاسر اکنون مراسمی برگزار می‌شود که بازمانده آیین‌های کهن است. قربانی گاوی آذین شده در روز قربان و برگزاری جشن اسفندی، نمونه‌هایی از آن است. در کتب قدیم از این شهر نیاستر یاد شده. مراسم گلاب‌گیری از دیگر جاذبه‌های شهر نیاسر است که همه ساله از اواسط اردیبهشت ماه تا اواسط خرداد در نیاسر برگزار می‌گردد و به علت موقعیت جغرافیایی نیاسر گل محمدی زودتر از دیگر نقاط کاشان در این شهر به ثمر می‌نشیند.

## نگارخانه

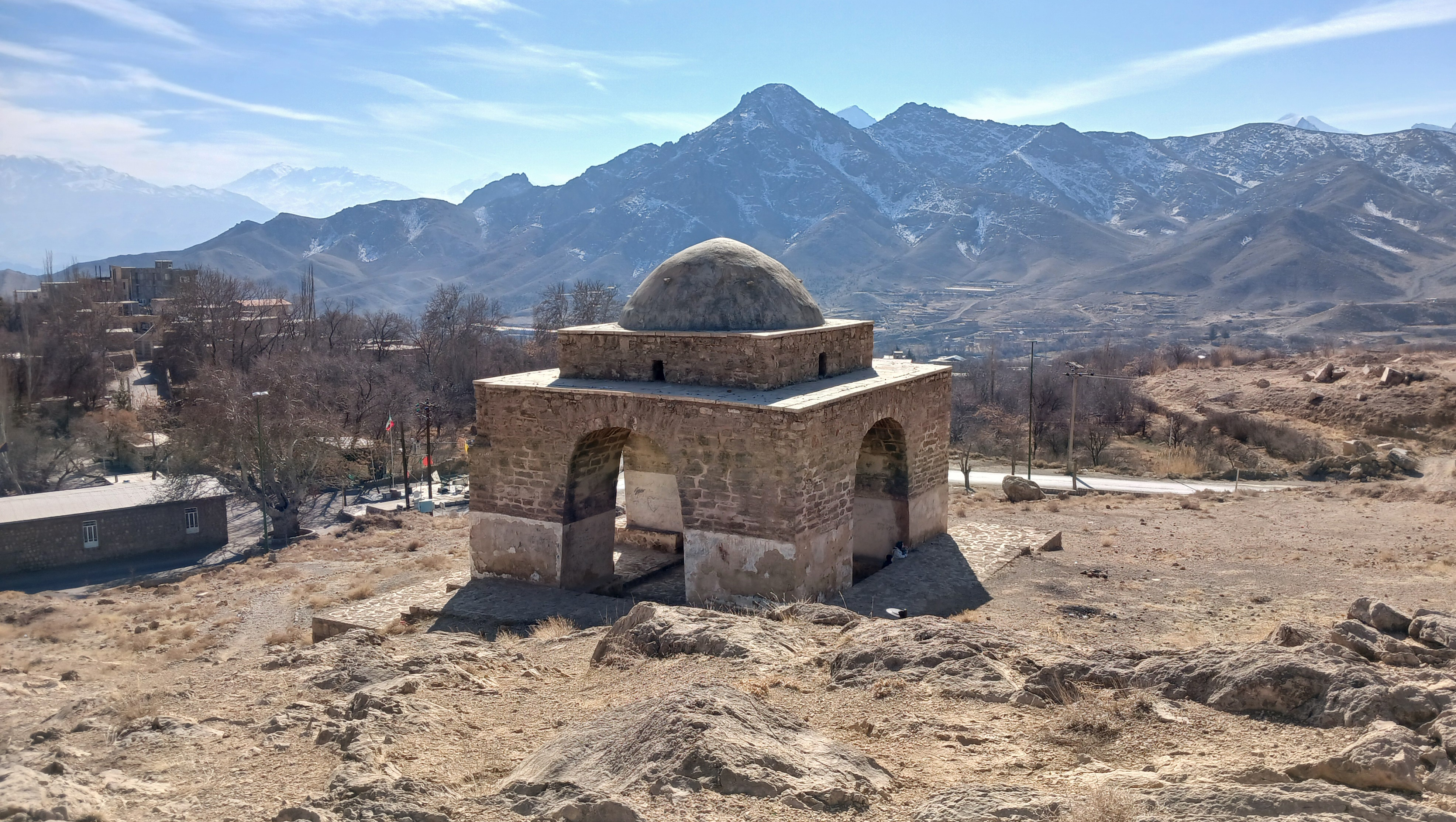
نمای عمومی چهارطاقی نیاسر - مربوط به دورۀ ساسانی
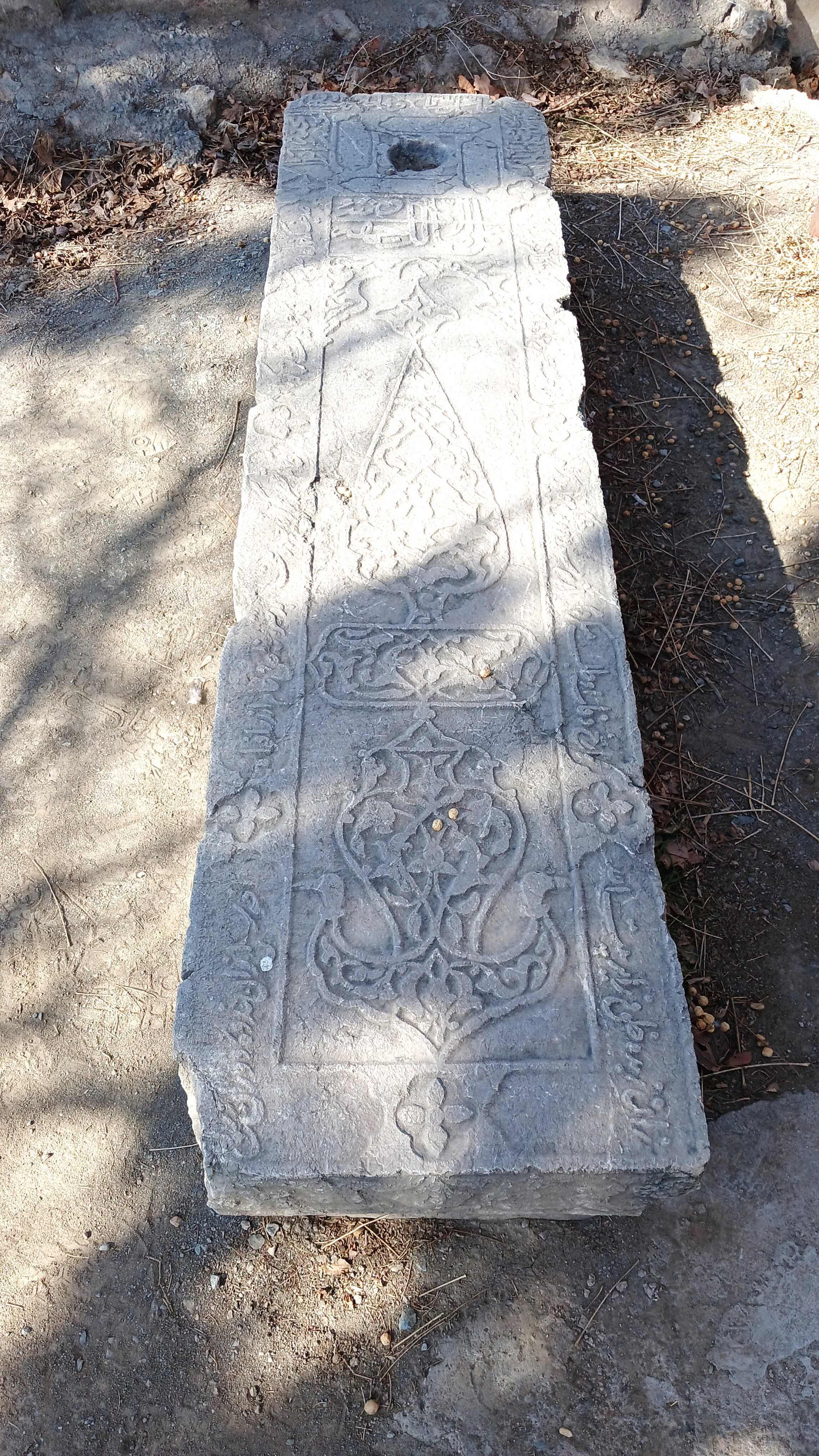
سنگ مزاری تاریخی واقع در گورستان تاریخی شهر (مقابل چهارطاقی نیاسر) که نماد سرو ایرانی برروی آن مشهود است.